# Steffturbine
La Steffturbine è una turbina destinata alla produzione di energia elettrica tramite lo sfruttamento dell'energia potenziale dell'acqua.
La Steffturbine si inserisce nell'ambito delle micro centrali idroelettriche e funziona con sistema costruttivo modulare. Un modulo può essere impiegato con salti da 3 a 5 metri e con portate che possono raggiungere 0,5 m3/s, con una produzione di energia fino a 12 kW. La turbina Steff è stata sviluppata dalla Walter Reist Holding AG e viene commercializzata sotto forma di sistema completo di generatore ed elettronica di potenza.

## Principio di funzionamento

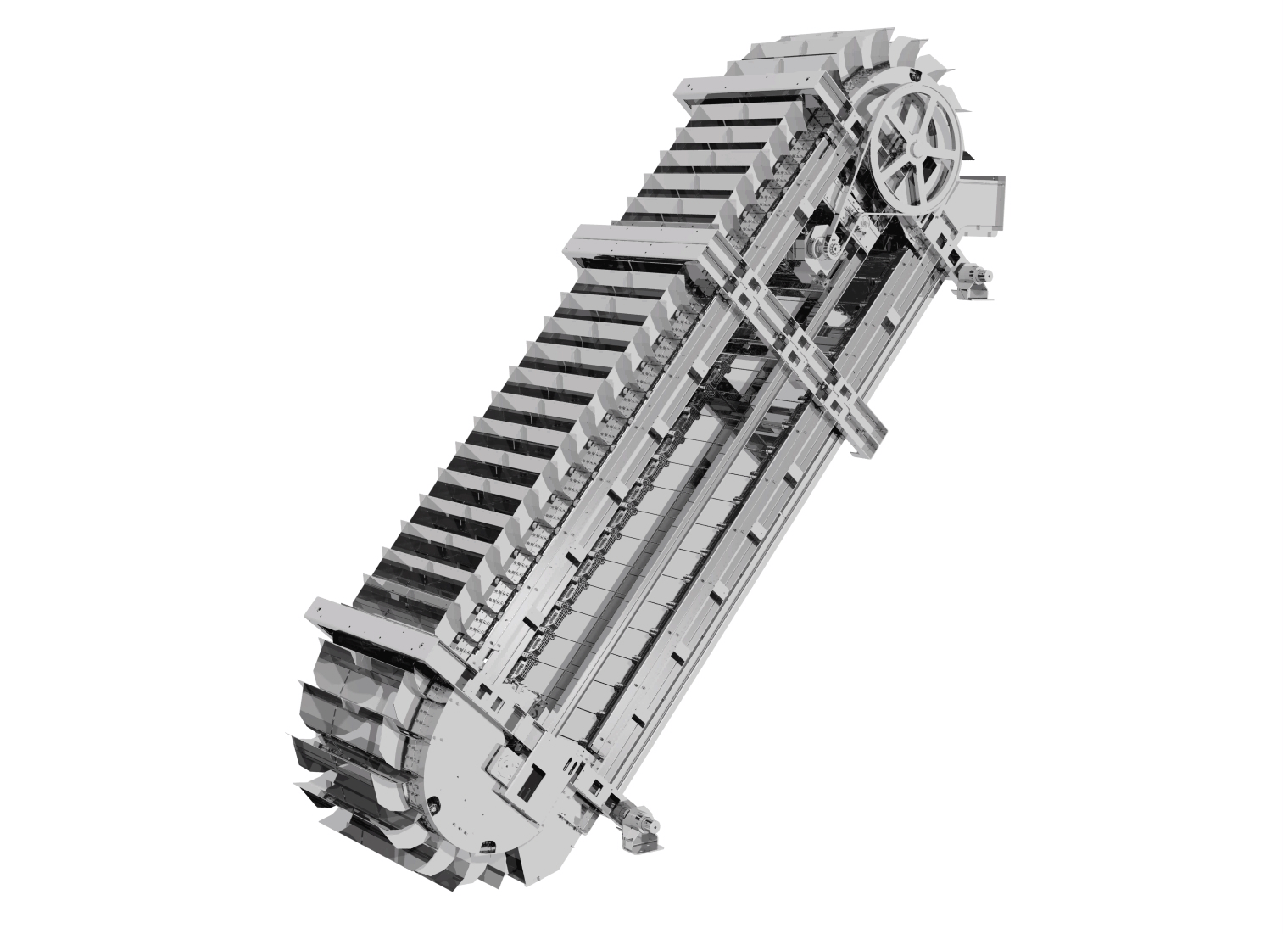
Disegno della Steffturbine

Il principio di funzionamento della Steffturbine è comparabile a quello di una ruota idraulica azionata da sopra, in quanto mossa essenzialmente dall'energia potenziale dell'acqua. Si basa su una catena di trasporto equipaggiata con pale profilate che scorre su due pignoni. Questi sono disposti in modo tale che l'acqua azioni la catena su un piano inclinato. Il grado d'inclinazione è funzionale al salto disponibile.
L'acqua affluisce alla turbina Steff attraverso un canale d'alimentazione. L'afflusso dell'acqua carica le pale. Le forze esercitate sulle pale mettono in movimento la catena attrezzata con rulli a basso attrito. Il movimento della catena aziona i pignoni della turbina. Un sistema di trasmissione collega un generatore al pignone superiore. Il generatore trasforma l'energia meccanica, derivante dalla forza dell'acqua in energia elettrica. L'elettronica di potenza modula la tensione ricevuta rendendola disponibile per i diversi modi operativi.

## Campi d'impiego

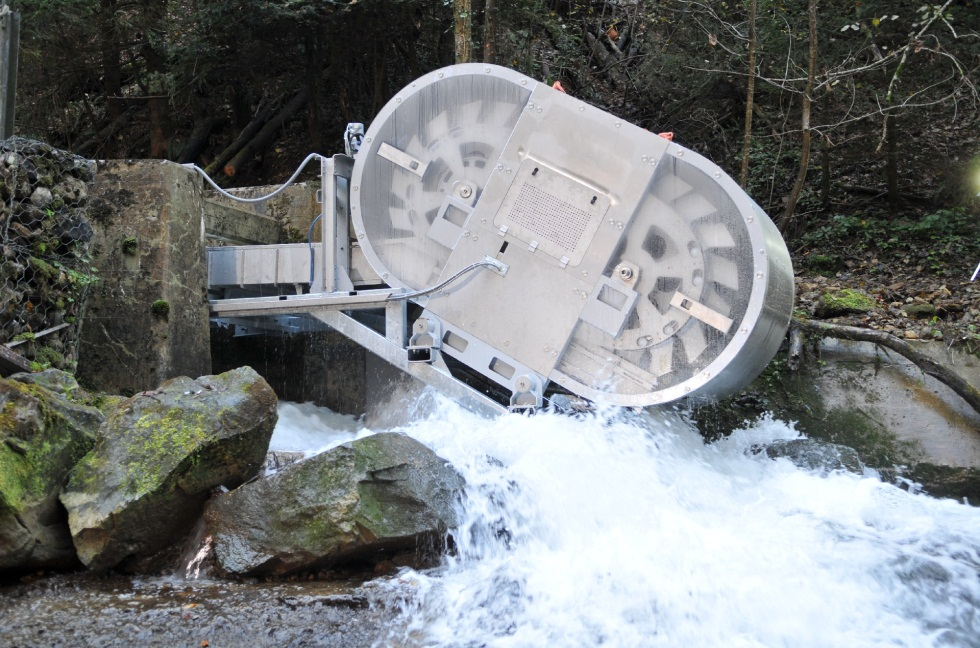
Steffturbine installata sul Pilgersteg, Rüti, Svizzera

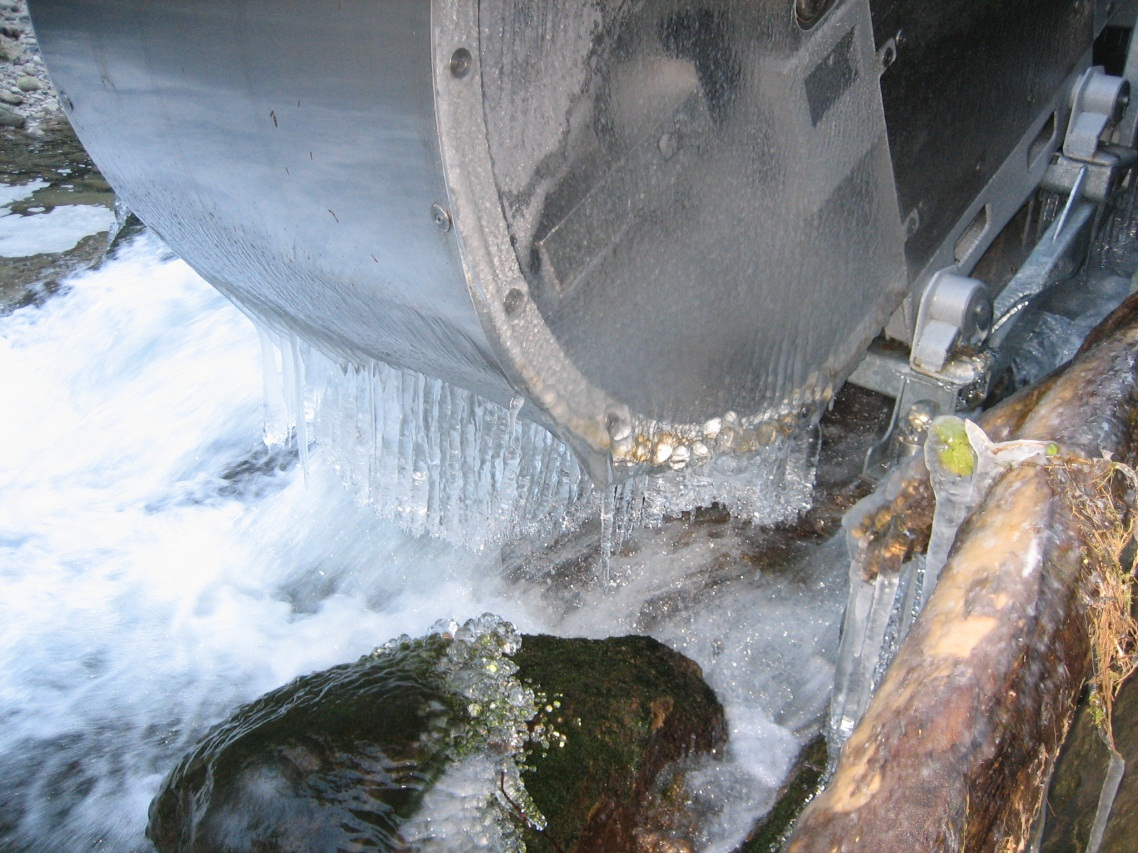
Steffturbine presso il Pilgersteg, Rüti, Svizzera in inverno

La Steffturbine è impiegabile per l'alimentazione della rete, per l'esercizio a isola o in reti interconnesse autarchiche. La costruzione meccanica non si differenzia in base ai singoli modi d'esercizio. Unicamente l'elettronica di potenza deve essere adattata. La Steffturbine può essere impiegata ovunque l'acqua scorra lungo una pendenza. Particolarmente in fiumi o bacini di raccolta, impianti di depurazione o livelli di sbarramento esistenti che devono essere sottoposti a interventi di rivitalizzazione. Inclinazione e lunghezza della Steffturbine vengono adattate alla situazione. La Steffturbine viene posizionata sopra la superficie dell'acqua. In questo modo l'ecosistema  del corso d'acqua resta ampiamente intatto.

## Rendimento
La turbina raggiunge la sua massima efficienza con inclinazioni tra 30° a 60°. Già in fase di prototipazione si era raggiunto un rendimento massimo pari all'86%.
Attualmente il rendimento è pari al 92%.